# Philippine Space Agency
La Philippine Space Agency (en français : l'Agence spatiale philippine), ou PhilSA, est l'agence gouvernementale responsables de programmes spatiaux civils philippins.

## Histoire
La PhilSA est créée le 8 août 2019 sous la présidence de Rodrigo Duterte par le décret n° 11363. Rattachée au département pour la science et la technologie (Department of Science and Technology - DOST) elle est l'organisme gouvernemental chargée des sciences et des technologies spatiales, de l’élaboration et de la mise en œuvre de la politique spatiale du pays et de la représentation du pays dans ce domaine à l'international. Ses missions concernent la recherche et le développement, les études climatiques, l'éducation et la sensibilisation à l’espace ainsi que la coopération internationale. 
Son premier directeur général est Joel Joseph Marciano.
Une première campagne de recrutement d'une vingtaine de postes liés aux ressources humaines débute en novembre 2020, le tout dans le but de préparer une seconde vague d’embauche d'une centaine d’ingénieurs. 
L'agence ne prévoit pas le développement à court ou moyen terme d'un lanceur, mais n'exclue cependant pas d'envoyer un jour un citoyen philippin dans l'espace. 

## Programmes

### Micro satellites
La PhilSA s'inscrit dans la continuité du développement des programmes spatiaux philippins. Avant sa création le DOST et ses partenaires (principalement l’Université des Philippines Diliman - UP et la Agence d'exploration aérospatiale japonaise - JAXA) avaient développé et mis en orbite trois micro satellites : Diwata-1, Diwata-2 et Maya-1. Les micro satellites Maya-2, Maya-3 et Maya-4 (toujours développés en partenariat avec l'UP et la JAXA) ont été lancés en 2021,.

### Multispectral Unit for Land Assessment
Le premier programme auquel la PhilSA participe activement est le MULA (Multispectral Unit for Land Assessment - unité multispectrale d'évaluation des sols). Ce satellite d'une masse de 130 kilos sera lancé en 2023.